# Święta Góra (koło Lekit)
Święta Góra - zwana także Piękną Górą lub Pogańską Górą - wzniesienie  (179 m) znajdujące się 3 km na zachód od Jezioran, koło miejscowości Lekity (Lekitten). Obok znajdowało się Jezioro Krokowskie, obecnie osuszone. W przewodnikach określane jako miejsce kultu religijnego Prusów, gdzie niegdyś znajdować się miała pogańska świątynia. Według legend stał tam następnie zamek obronny, który na skutek zepsucia i rozwiązłości jego mieszkańców zapadł się pod ziemię. Na wzniesieniu, z którego roztacza się rozległy widok na okolicę, zachowały się dawne wały i rowy.